# Champions Trophy mannen 1997
 De negentiende editie van de strijd om de Champions Trophy had plaats van zaterdag 11 oktober tot en met zondag 19 oktober 1997 in Adelaide. Deelnemende landen aan het mondiale hockeytoernooi waren: gastland Australië, Duitsland, titelverdediger Nederland, Pakistan, Spanje en debutant Zuid-Korea.

## Selecties

### Duitsland
- Christoph Bechmann
- Patrick Bellenbaum
- Christian Blunck
- Philipp Crone
- Oliver Domke
- Christoph Eimer
- Frank Gemmrig

- Michael Green
- Nils Kowalczek
- Andreas Lante
- Christian Mayerhöfer
- Björn Michel
- Christopher Reitz
- Stefan Saliger

- Peter Streich
- Jan-Peter Tewes
- Bondscoach

Paul Lissek

### Nederland
- Guus Vogels (HGC)
- Bart Looije (Amsterdam)
- Erik Jazet (Bloemendaal)
- Bram Lomans (HGC)
- Leo Klein Gebbink (Kampong)
- Sander van der Weide (Den Bosch)
- Wouter van Pelt (HDM)

- Danny Bree (Pinoké)
- Jacques Brinkman (Amsterdam)
- Jeroen Delmee (Den Bosch)
- Sander van Heeswijk (Oranje Zwart)
- Stephan Veen  (HGC)
- Jaap-Derk Buma (HCKZ)
- Tycho van Meer (HGC)
- Marten Eikelboom (Amsterdam)

- Teun de Nooijer (Bloemendaal)
- Remco van Wijk (Bloemendaal)
- Bondscoach

Roelant Oltmans
- Assistent-bondscoach

Maurits Hendriks

## Scheidsrechters
- Santiago Deo
- Klaus Peltzer
- Henrik Ehlers

- Peter von Reth
- Ravi Irugalbandara
- Donald Prior

- Sumesh Putra
- Murray Grime
- Eduardo Ruiz

## Voorronde
- Australië-Spanje 3-0
- Duitsland-Pakistan 4-1
- Nederland-Zuid-Korea 3-1
- Spanje-Zuid-Korea 6-2
- Nederland-Duitsland 2-2
- Australië-Pakistan 5-3
- Australië-Duitsland 3-1
- Zuid-Korea-Pakistan 3-1
- Nederland-Spanje 2-5
- Duitsland-Zuid-Korea 3-1
- Spanje-Pakistan 1-1
- Nederland-Australië 1-3
- Duitsland-Spanje 3-2
- Nederland-Pakistan 5-2
- Australië-Zuid-Korea 6-1

## Eindstand voorronde
| № | Land       | WG | W | G | V | DV | DT | +/– | Punten |
| - | ---------- | -- | - | - | - | -- | -- | --- | ------ |
| 1 | Australië  | 5  | 5 | 0 | 0 | 19 | 5  | +14 | 15     |
| 2 | Duitsland  | 5  | 3 | 1 | 1 | 12 | 8  | +4  | 10     |
| 3 | Spanje     | 5  | 2 | 1 | 2 | 14 | 11 | +3  | 7      |
| 4 | Nederland  | 5  | 2 | 1 | 2 | 13 | 13 | 0   | 7      |
| 5 | Zuid-Korea | 5  | 1 | 0 | 4 | 8  | 19 | –11 | 3      |
| 6 | Pakistan   | 5  | 0 | 1 | 4 | 8  | 18 | –10 | 1      |

## Play-offs
Om vijfde plaats
| 19 oktober |       |            |  |
| Pakistan   | 6 – 2 | Zuid-Korea |  |
|            |       |            |  |

Troostfinale
| 19 oktober |       |        |  |
| Nederland  | 1 – 2 | Spanje |  |
|            |       |        |  |

Finale
| 19 oktober |       |           |  |
| Duitsland  | 3 – 2 | Australië |  |
|            |       |           |  |

## Eindstand
1. Duitsland
2. Australië
3. Spanje
4. Nederland
5. Pakistan
6. Zuid-Korea

## Topscorer
1. Javier Arnau (Spanje) 8 doelpunten

Mannen:
Lahore 1978 ·
Karachi 1980 ·
Karachi 1981 ·
Amstelveen 1982 ·
Karachi 1983 ·
Karachi 1984 ·
Perth 1985 ·
Karachi 1986 ·
Amstelveen 1987 ·
Lahore 1988 ·
Berlijn 1989 ·
Melbourne 1990 ·
Berlijn 1991 ·
Karachi 1992 ·
Kuala Lumpur 1993 ·
Lahore 1994 ·
Berlijn 1995 ·
Chennai 1996 ·
Adelaide 1997 ·
Lahore 1998 ·
Brisbane 1999 ·
Amstelveen 2000 ·
Rotterdam 2001 ·
Keulen 2002 ·
Amstelveen 2003 ·
Lahore 2004 ·
Chennai 2005 ·
Barcelona 2006 ·
Kuala Lumpur 2007 ·
Rotterdam 2008 ·
Melbourne 2009 ·
Mönchengladbach 2010 ·
Auckland 2011 ·
Melbourne 2012 ·
Bhubaneswar 2014 ·
Londen 2016 ·
Breda 2018
Vrouwen:
Amstelveen 1987 ·
Frankfurt 1989 ·
Berlijn 1991 ·
Amstelveen 1993 ·
Mar del Plata 1995 ·
Berlijn 1997 ·
Brisbane 1999 ·
Amstelveen 2000 ·
Amstelveen 2001 ·
Macau 2002 ·
Sydney 2003 ·
Rosario 2004 ·
Canberra 2005 ·
Amstelveen 2006 ·
Quilmes 2007 ·
Mönchengladbach 2008 ·
Melbourne 2009 ·
Nottingham 2010 ·
Amstelveen 2011 ·
Rosario 2012 ·
Mendoza 2014 ·
Londen 2016 ·
Changzhou 2018